# Samaa taivasta katsotaan
Samaa taivasta katsotaan è un singolo del gruppo musicale finlandese Portion Boys, pubblicato il 19 gennaio 2023.

## Promozione
L'11 gennaio 2023 è stato annunciato che con Samaa taivasta katsotaan i Portion Boys avrebbero preso parte a Uuden Musiikin Kilpailu, il programma di selezione del rappresentante finlandese all'annuale Eurovision Song Contest. Il singolo è stato pubblicato in digitale il successivo 19 gennaio. All'evento, che si è tenuto il 25 febbraio 2023, si sono classificati al 2º posto su 7 partecipanti, arrivando ultimi nel voto della giuria e secondi nel televoto.

## Tracce
Testi e musiche di Mikael Forsby, Raimo Paavola e Mikko Tamminen.
1. Samaa taivasta katsotaan – 3:03

## Classifiche
| Classifica (2023) | Posizione massima |
| ----------------- | ----------------- |
| Finlandia         | 5                 |